# Motore boxer Lancia
Il motore boxer Lancia è un propulsore a benzina con 4 cilindri prodotto dalla casa automobilistica torinese Lancia dal 1960 al 1984. Tecnicamente all'avanguardia in quegli anni, era caratterizzato da monoblocco e testata in lega d'alluminio, valvole disposte a V, raffreddamento ad acqua.
La Lancia è stata la prima casa italiana ad utilizzare la tecnologia boxer in un'automobile di serie; inoltre tale soluzione è stata sfruttata anche per le competizioni dalla Squadra Corse HF di Cesare Fiorio.
La versione originaria venne sostituita nel 1976 da una nuova unità che ha debuttato con la Lancia Gamma.

## Storia e Caratteristiche

### Prima generazione
Il boxer Lancia ha avuto origine dal progetto dell'ingegnere Antonio Fessia per l'innovativa berlina media di rappresentanza Lancia Flavia, che fu anche la prima auto italiana di serie a trazione anteriore.

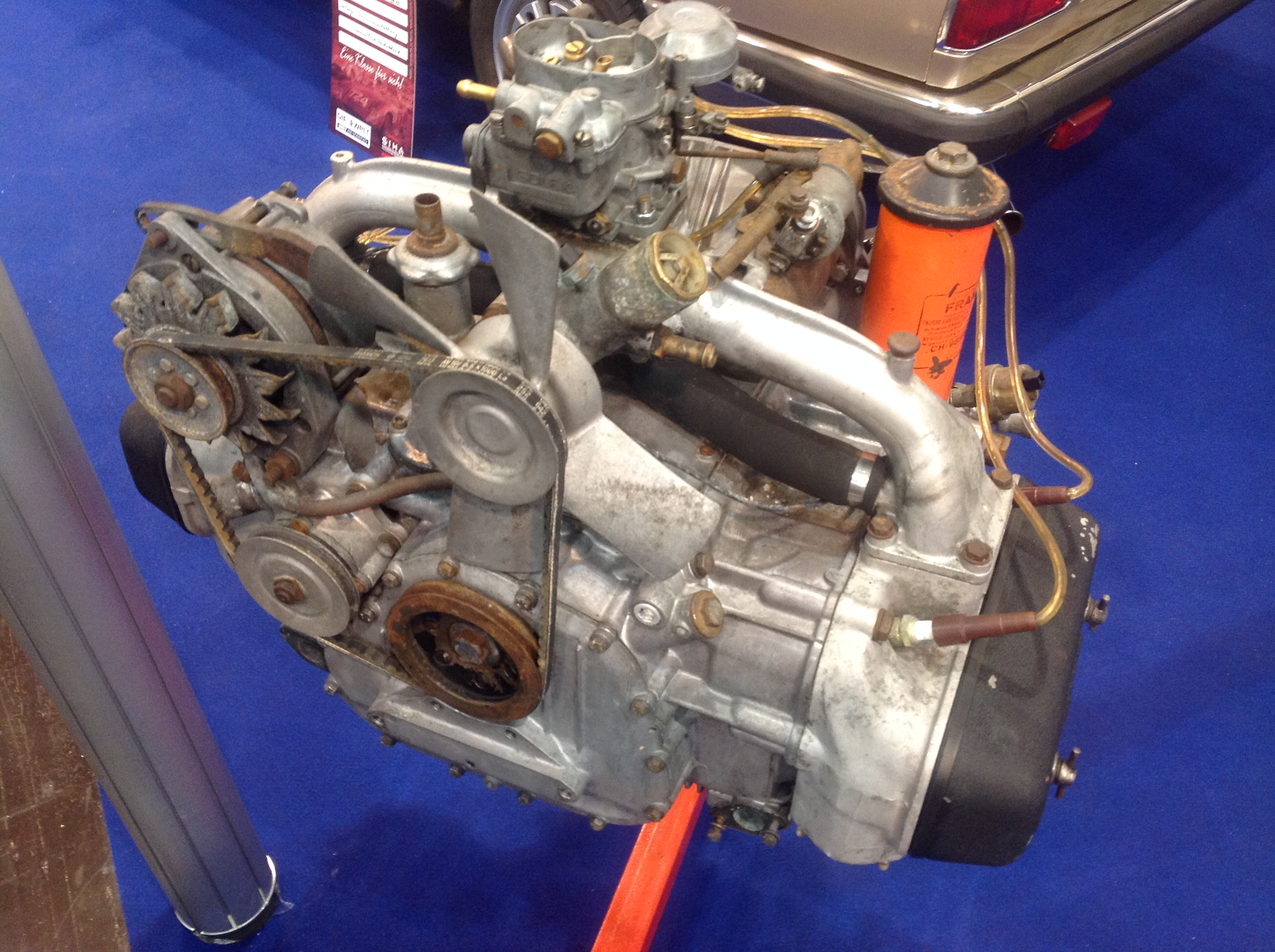
Motore Boxer a 4 cilindri contrapposti di una Lancia Flavia

Per l'occasione venne realizzato un compatto motore 4 cilindri boxer in alluminio a 2 alberi al basamento, inizialmente di 1.500 cc e poi 1.800 cc diventando il primo boxer in assoluto ad utilizzare l'iniezione meccanica. Di li a poco la stessa cilindrata 1.500 cc venne sfruttata per equipaggiare la variante Coupé della Flavia a 2 carburatori 90 CV CUNA, disegnata dalla Pininfarina; ma essendo quest'ultima giudicata poco prestazionale ai bassi regimi, nel 1963 arrivò a beneficiare anch'essa dell'introduzione del 1.800 monocarburatore, 92 CV CUNA. 
Con l'espansione della gamma "Flavia", attraverso la nascita dei modelli Sport, Supersport Zagato, nonché della Convertibile di Vignale, la tecnologia boxer assunse sempre più importanza negli studi della produzione Lancia, in particolare in concomitanza all'uscita di scena della Flaminia, quando alla Flavia toccò il compito di rilevare il ruolo di ammiraglia del marchio. La Flavia indubbiamente ne beneficiò, con l'introduzione di una versione da 2.000 cc., cui fece seguito nel 1971 l'adozione dell'iniezione elettronica Bosch (per la prima volta su un motore boxer), in occasione dell'ultimo restyling del modello, in base al quale la vettura venne ribattezzata 2000, associando il nome a quello del propulsore della cilindrata più elevata 2.000 cc. 142 CV SAE.
Nei primi anni sessanta la Squadra Corse HF Lancia utilizzò il boxer anche nelle competizioni, dove con la Flavia Coupé HF vinse svariati rally e gare su pista, frutto della particolare disposizione a sbalzo del motore su un telaio ausiliario, che ne ribassava ulteriormente il baricentro tipico dei motori boxer, dando all'auto una particolare tenuta di strada in tutte le condizioni rispetto alle concorrenti dell'epoca. L'auto fu il modello di punta della squadra Lancia finché non fu sostituita dalla più agile e vittoriosa Fulvia Coupé HF, che però adottava motori con architettura V4 specificatamente elaborati allo scopo.

### Seconda generazione
Completato il processo di acquisizione della Lancia da parte della FIAT, nonostante il debutto della 2000, i tecnici della casa torinese dovettero pensare ad un nuovo progetto di vera ammiraglia di gran classe, tale da potersi reinserire di prepotenza nel novero delle grandi firme. Pertanto incominciarono ad abbozzare idee finalizzate allo studio della vettura. La cilindrata di questo nuovo modello, inizialmente identificato dal codice di progetto Y2, non poteva che essere superiore ai 2 litri ed il progetto del suo propulsore partire da diverse piattaforme:
- evoluzione del monumentale 6 cilindri a V della Flaminia di De Virgilio;
- evoluzione del collaudatissimo 4 cilindri boxer della Flavia;
- utilizzo dei propulsori della nuova proprietà Fiat e di origine Dino Ferrari (come fu fatto nel 1973 per la Stratos).

Dopo alcuni anni di congetture e proposte, per la nuova ammiraglia Gamma l'ufficio progetti optò per la tecnologia boxer, disegnando quindi sotto la supervisione degli ingegneri Ettore Zaccone Mina e Sergio Camuffo un propulsore completamente nuovo a 4 cilindri superquadro, dotato di varie soluzioni tecnologiche, interamente in pregiata lega d'alluminio, con alberi a camme in testa e valvole inclinate a V. La cilindrata risultò poi pari a 2,5 litri e le caratteristiche ottenute furono inoltre una elevata coppia motrice ai bassi regimi e una buona erogazione di potenza a quelli massimi. In più la leggerezza di questo motore fu notevole, se paragonata con i pari cilindrata dell'epoca, tanto che tuttora con i suoi 160 kg risulta il più leggero 2.500 cc mai costruito.
Accanto alla versione 2.500 cc se ne ricavò un'unità 2.000 cc; entrambe le versioni erano alimentate a carburatore e sviluppavano una potenza di 140 e 120 CV. Nel 1980, in occasione di un approfondito restyling della Gamma, debuttò la versione 2.500 cc ad iniezione elettronica Bosch L-Jetronic con potenza invariata.
Per tutti gli anni settanta la Lancia provò svariati utilizzi del nuovo boxer anche in campo sportivo, tra cui alcuni prototipi con teste bialbero a 16 valvole, dotati del turbocompressore e del compressore volumetrico Volumex, con l'idea di metterlo in produzione sulla Beta Montecarlo, oltre a una versione da competizione che raggiunse gli oltre 300 CV per l'esemplare Montecarlo che partecipava al mondiale marche (di cui la Lancia vinse il titolo mondiale nel 1979 ma con un'auto dotata di motore bialbero Lampredi  4 cilindri in linea sovralimentato).
Il nuovo boxer rimase in produzione con il poco fortunato modello Gamma fino al 1984 (venendo impiegato pure sulla derivita Coupé Pininfarina della Gamma), poi per ragioni di razionalizzazione dei costi il Gruppo Fiat decise di fermarne la lunga storia, dopo oltre 24 anni di onorata carriera, per dare spazio alla più razionale Thema che utilizzava i più convenzionali 4 cilindri in linea di origine Fiat, oltre al 6V di produzione PRV (successivamente sostituito dal V6 Busso Alfa Romeo) e al Ferrari 8V. 
Il boxer fu l'ultimo propulsore ad essere integralmente ideato e progettato dai tecnici della allora ancora esistente "Lancia Spa".